# Phrynopus
Genre
Phrynopus est un genre d'amphibiens de la famille des Craugastoridae.

## Répartition
Les 32 espèces de ce genre sont endémiques du Pérou. Elles se rencontrent dans la cordillère des Andes.

## Liste d'espèces
Selon Amphibian Species of the World (22 octobre 2015) :
- Phrynopus anancites Rodriguez & Catenazzi, 2017[3]
- Phrynopus auriculatus Duellman & Hedges, 2008
- Phrynopus badius Lehr, Moravec & Cusi, 2012
- Phrynopus barthlenae Lehr & Aguilar, 2002
- Phrynopus bracki Hedges, 1990
- Phrynopus bufoides Lehr, Lundberg & Aguilar, 2005
- Phrynopus capitalis Rodriguez & Catenazzi, 2017[3]
- Phrynopus chaparroi Mamani & Malqui, 2014
- Phrynopus curator Lehr, Moravec & Cusi, 2012
- Phrynopus daemon Chávez, Santa Cruz, Rodríguez & Lehr, 2015
- Phrynopus dagmarae Lehr, Aguilar & Köhler, 2002
- Phrynopus dumicola Rodriguez & Catenazzi, 2017[3]
- Phrynopus heimorum Lehr, 2001
- Phrynopus horstpauli Lehr, Köhler & Ponce, 2000
- Phrynopus interstinctus Lehr & Oróz, 2012
- Phrynopus juninensis (Shreve, 1938)
- Phrynopus kauneorum Lehr, Aguilar & Köhler, 2002
- Phrynopus kotosh Lehr, 2007
- Phrynopus lechriorhynchus Trueb & Lehr, 2008
- Phrynopus miroslawae Chaparro, Padial & De la Riva, 2008
- Phrynopus montium (Shreve, 1938)
- Phrynopus nicoleae Chaparro, Padial & De la Riva, 2008
- Phrynopus oblivius Lehr, 2007
- Phrynopus paucari Lehr, Lundberg & Aguilar, 2005
- Phrynopus personatus Rodriguez & Catenazzi, 2017[3]
- Phrynopus peruanus Peters, 1873
- Phrynopus pesantesi Lehr, Lundberg & Aguilar, 2005
- Phrynopus tautzorum Lehr & Aguilar, 2003
- Phrynopus thompsoni Duellman, 2000
- Phrynopus tribulosus Duellman & Hedges, 2008
- Phrynopus valquii Chávez, Santa Cruz, Rodríguez & Lehr, 2015
- Phrynopus vestigiatus Lehr & Oróz, 2012

## Étymologie
Le nom de ce genre vient du grec phrynos, le crapaud, et du grec pusillus, petit, en référence à l'aspect des espèces de ce genre.

## Publication originale
- Peters, 1873 : Über Zwei Giftschlangen aus Afrika und über neue oder weniger bekannte Gattungen und Arten von Batrachiern. Monatsberichte der Königlich Preussischen Akademie der Wissenschaften zu Berlin, vol. 1873, p. 411-418 (texte intégral).